# Qalansawe
Qalansawe, anche Qalansuwa, (in arabo قلنسوة‎?, in ebraico קַלַנְסֻוָה‎?, letteralmente "turbante") è una città nel distretto Centrale di Israele. Parte del Triangolo, nel 2017 aveva una popolazione di 22.370 abitanti.